# Кустоловы Кущи

Кустоловы Кущи (укр. Кустолові Кущі) — село,
Червоноквитовский сельский совет,
Кобелякский район,
Полтавская область,
Украина.
Код КОАТУУ — 5321886605. Население по переписи 2001 года составляло 784 человека.

## Географическое положение
Село Кустоловы Кущи находится на левом берегу реки Ворскла,
выше по течению на расстоянии в 0,5 км расположено село Жирки,
ниже по течению на расстоянии в 4,5 км расположено село Комаровка,
на противоположном берегу — пгт Белики.
Река в этом месте извилистая, образует лиманы, старицы и заболоченные озёра.
Рядом проходит железная дорога, станция Голубово в 1-м км.

## История
Есть на карте 1869 года

## Объекты социальной сферы
- Школа І—ІІ ст.

## Достопримечательности
- Археологический памятник — поселение времен Киевской Руси X—XIII вв. н. э.